# Nero Alberti da Sansepolcro

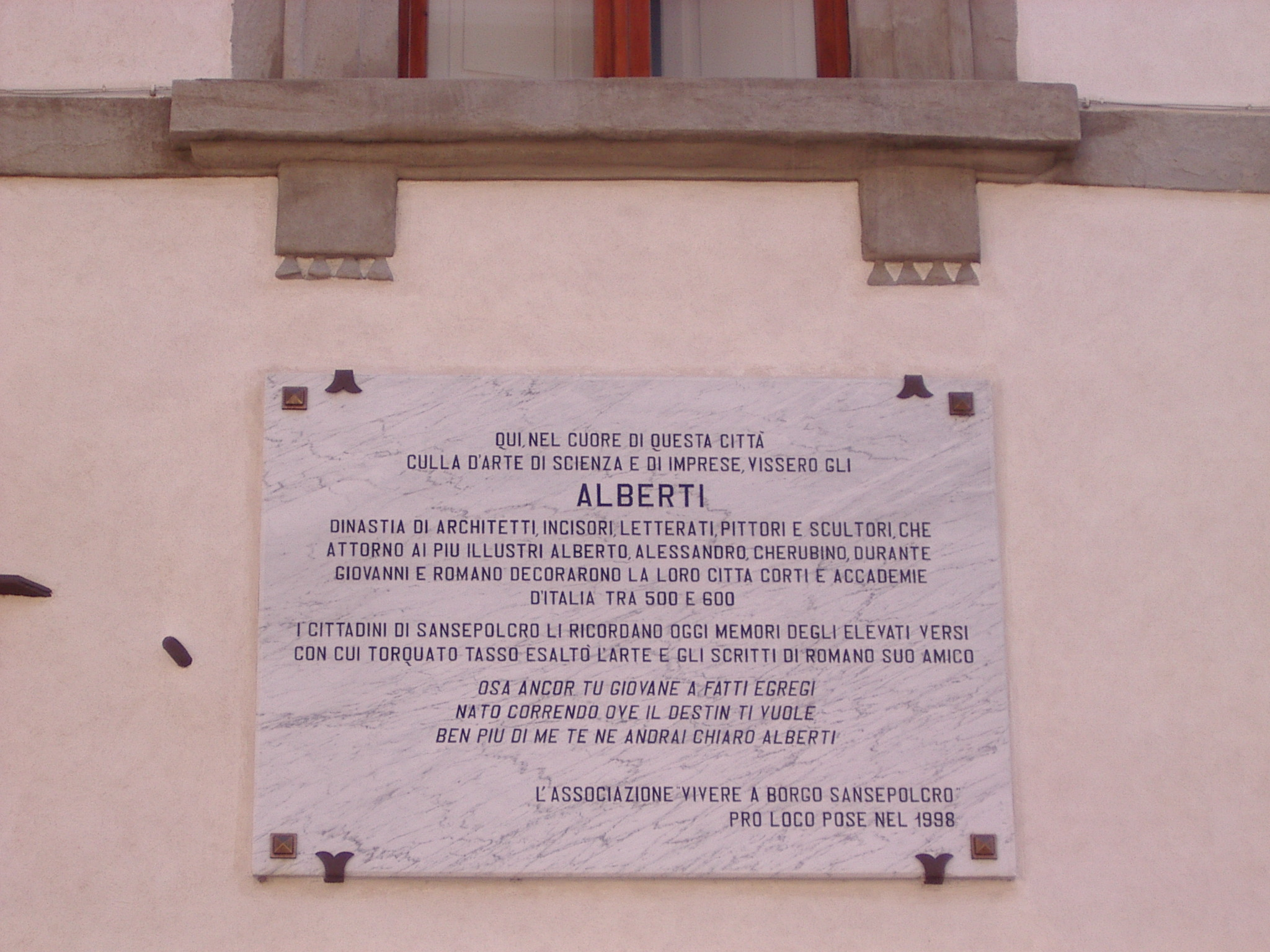
Lapide commemorativa a Sansepolcro.

Romano Alberti, detto Nero Alberti da Sansepolcro, conosciuto precedentemente come Maestro di Magione (Sansepolcro, 1502 – 1568), è stato un intagliatore e poeta italiano attivo nell'Italia centrale.

## Biografia
Appartenente a una dinastia di intagliatori, tenne bottega a Sansepolcro e aprì una succursale a Roma producendo statue lignee, soffitti a cassettoni, apparati effimeri per feste patronali e manufatti polimaterici, cioè manufatti realizzati con diversi materiali poveri, questi ultimi erano costituiti da un'anima di legno, generalmente pioppo, attorno al quale gli aiutanti del maestro di bottega avvolgevano stracci, stoppa e cordame, dando al tutto un aspetto antropomorfo, infine i maestri più esperti o il capobottega, vi applicavano strati sempre più sottili di gesso, modellando la statua nella sua forma finale, la statua poteva essere colorata e decorata con monili, pietre e rivestita di panni imbevuti di colla. 
Con questa tecnica il Nero lavorò soprattutto per la provincia, con statue di santi, in special modo san Rocco, in quanto protettore dalla peste. Alto tipo di statua fu quella dei "Manichini da Vestire", cioè realizzati con arti snodabili in modo da rendere più agevole la vestizione, di questo tipo fanno parte sia le "Madonne" e i "Bambini santi", anche detti Santi in casa, in genere un Bambin Gesù o un san Giovannino, facenti parte sia dei corredi delle giovani spose che delle giovani monache, per le prime un modo di propiziare la maternità per le secondo un simulacro sostitutivo delle maternità. Un'ulteriore tipologia della sua produzione è quella dei "Crocifissi", tra i quali rientra quello del Santuario della Madonna delle Grazie a Sansepolcro.
Padre di Durante Alberti, della sua attività di artista, letterato e poeta, rimane, unica testimonianza, il «manoscritto conservato nella Biblioteca Nazionale di Napoli (codice XIII D.54)» . Di tale canzoniere, mutilo per altro di alcuni pezzi, resta soltanto la seconda parte